# Komet Tempel-Tuttle
Komet Tempel-Tuttle  (uradna oznaka 55P/Tempel-Tuttle) je periodični komet z obhodno dobo približno 33,2 let. Komet pripada Halleyevi družini kometov.

## Odkritje
Komet Tempel-Tuttle sta neodvisno odkrila nemški astronom Wilhelm Tempel (1821–1889) 19. decembra 1865 in ameriški astronom Horace Parnell Tuttle (1839–1923) 6. januarja 1866.

## Značilnosti
Premer jedra kometa je 3,6 km.
V letu 1699 ga je opazoval tudi nemški astronom Gottfried Kirch (1639–1710), vendar ni opazil, da je to periodični komet.

## Meteorski roj
Komet Tempel-Tuttle je starševsko telo za meteorski roj Leonidov. Tirnica kometa seka tirnico Zemlje tako, da se snov, ki jo izvrže komet med prehodom skozi perihelij, ne razprši dovolj do srečanja z Zemljo. To pomeni, da je snov, ki jo je za seboj pustil komet, še dovolj zgoščena, da pride do močnejšega 33 letnega cikla meteorskih rojev Leonidov.